# Ralf Seifert
Ralf Seifert ist ein früherer deutscher Eiskunstläufer, der für die DDR im Paarlauf mit seiner Partnerin Peggy Seidel startete.
Seiferts größter Erfolg war der Gewinn der Silbermedaille bei den Juniorenweltmeisterschaften 1983. Zudem erreichten Seifert und Seidel sowohl 1985 als auch 1986 den dritten Rang bei der DDR-Eiskunstlaufmeisterschaft.

## Erfolge/Ergebnisse
mit Peggy Seidel:
Juniorenweltmeisterschaften
- 1983 – 2. Rang – Sarajevo